# Station Lewes
Lewes is een spoorwegstation van National Rail in Lewes in Engeland. Het station is eigendom van Network Rail en wordt beheerd door Southern. 